# Poule-les-Écharmeaux
Poule-les-Écharmeaux est une commune française, située dans le département du Rhône en région Auvergne-Rhône-Alpes.

## Géographie
Village situé au nord du département sur la RD 385 (la Route Buissonnière) au nord-ouest de Lyon, entre Roanne et Mâcon.

Il fait partie de la communauté de communes de la Haute Vallée d'Azergues. Selon l'INSEE, la commune appartient au bassin de vie de Beaujeu.

### Hydrographie
La rivière Azergues prend sa source sur le territoire de Poule-les-Écharmeaux, au pied de la Roche d'Ajoux.

### Climat
Pour des articles plus généraux, voir Climat d'Auvergne-Rhône-Alpes et Climat du Rhône.
En 2010, le climat de la commune est de type climat des marges montargnardes, selon une étude du Centre national de la recherche scientifique s'appuyant sur une série de données couvrant la période 1971-2000. En 2020, Météo-France publie une typologie des climats de la France métropolitaine dans laquelle la commune est exposée à un climat de montagne ou de marges de montagne et est dans la région climatique  Nord-est du Massif Central, caractérisée par une pluviométrie annuelle de 800 à 1 200 mm, bien répartie dans l’année. 
Pour la période 1971-2000, la température annuelle moyenne est de 10 °C, avec une amplitude thermique annuelle de 16,2 °C. Le cumul annuel moyen de précipitations est de 999 mm, avec 11,5 jours de précipitations en janvier et 7,9 jours en juillet. Pour la période 1991-2020, la température moyenne annuelle observée sur la station météorologique de Météo-France la plus proche, « Saint-Didier-Beaujeu », sur la commune de Saint-Didier-sur-Beaujeu à 7 km à vol d'oiseau, est de 11,2 °C et le cumul annuel moyen de précipitations est de 934,2 mm,. Pour l'avenir, les paramètres climatiques de la commune estimés pour 2050 selon différents scénarios d'émission de gaz à effet de serre sont consultables sur un site dédié publié par Météo-France en novembre 2022.

## Urbanisme

### Typologie
Au 1er janvier 2024, Poule-les-Écharmeaux est catégorisée commune rurale à habitat dispersé, selon la nouvelle grille communale de densité à sept niveaux définie par l'Insee en 2022.
Elle est située hors unité urbaine et hors attraction des villes,.

### Occupation des sols
L'occupation des sols de la commune, telle qu'elle ressort de la base de données européenne d’occupation biophysique des sols Corine Land Cover (CLC), est marquée par l'importance des forêts et milieux semi-naturels (64,3 % en 2018), une proportion sensiblement équivalente à celle de 1990 (64,5 %). La répartition détaillée en 2018 est la suivante : 
forêts (64,3 %), prairies (32,7 %), zones urbanisées (2,2 %), zones agricoles hétérogènes (0,8 %). L'évolution de l’occupation des sols de la commune et de ses infrastructures peut être observée sur les différentes représentations cartographiques du territoire : la carte de Cassini (XVIIIe siècle), la carte d'état-major (1820-1866) et les cartes ou photos aériennes de l'IGN pour la période actuelle (1950 à aujourd'hui).

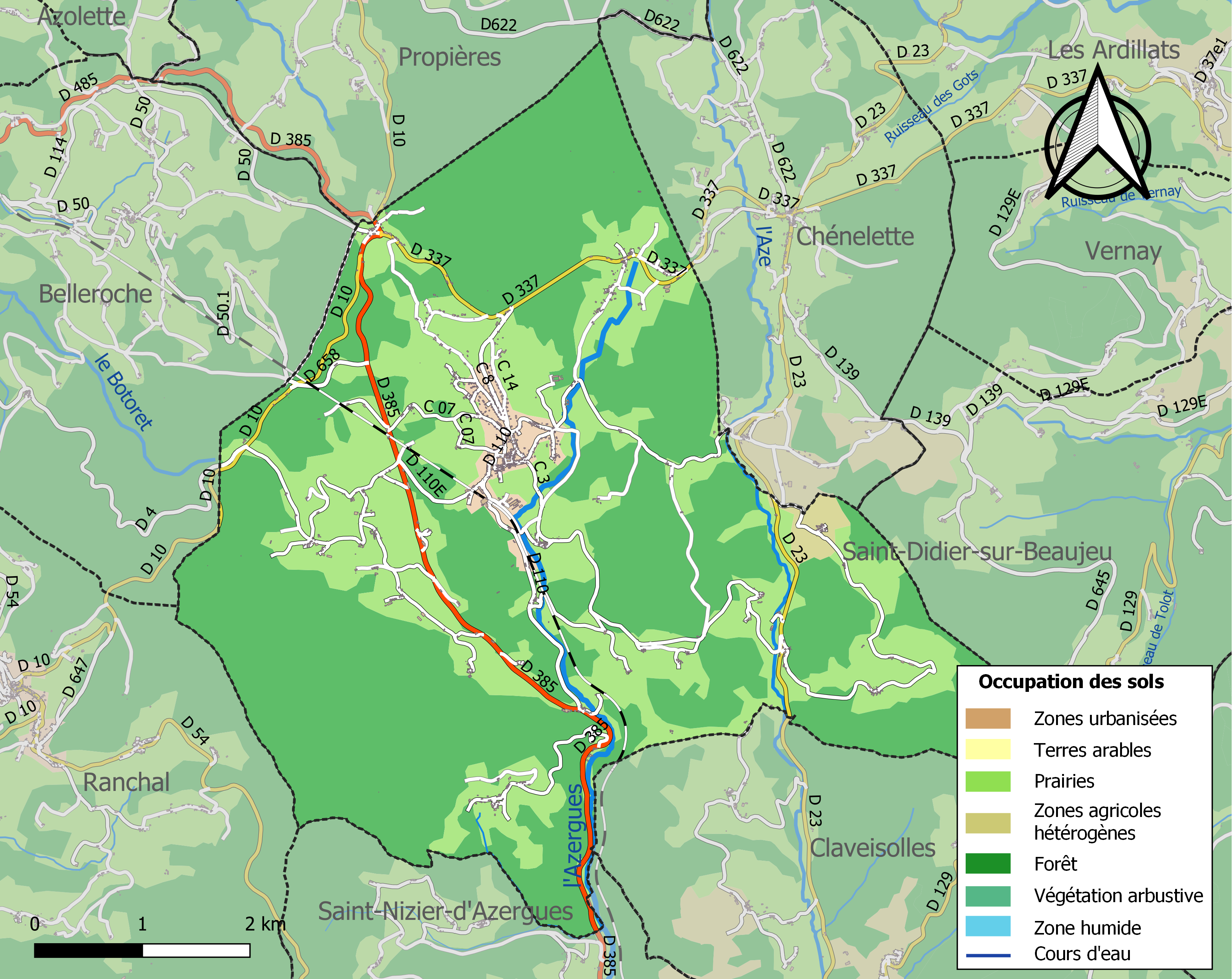
Carte des infrastructures et de l'occupation des sols de la commune en 2018 (CLC).

## Histoire
En 1801, la commune s'appelait Poule. Elle fut renommée Poule-les-Echarmeaux en 1954.
Avant ces dates, Poule s'écrivait Poulle.

## Politique et administration
| Période                                  | Période  | Identité           | Étiquette | Qualité                                |
| ---------------------------------------- | -------- | ------------------ | --------- | -------------------------------------- |
| 1977                                     | 2001     | Marc Coffy         |           |                                        |
| 2001                                     | 2014     | Jeanine Corcelette |           |                                        |
| 2014                                     | 2017     | Françoise Mélinand |           |                                        |
| 2017                                     | 2020     | Joëlle Couleur     |           |                                        |
| 2020                                     | en cours | Aymeric Champale   | LR        | Suppléant de la Députée Nathalie Serre |
| Les données manquantes sont à compléter. |          |                    |           |                                        |

## Démographie
L'évolution du nombre d'habitants est connue à travers les recensements de la population effectués dans la commune depuis 1793. Pour les communes de moins de 10 000 habitants, une enquête de recensement portant sur toute la population est réalisée tous les cinq ans, les populations de référence des années intermédiaires étant quant à elles estimées par interpolation ou extrapolation. Pour la commune, le premier recensement exhaustif entrant dans le cadre du nouveau dispositif a été réalisé en 2005.

En 2022, la commune comptait 1 027 habitants, en évolution de −6,55 % par rapport à 2016 (Rhône : +3,93 %, France hors Mayotte : +2,11 %).
| 1793  | 1800  | 1806  | 1821  | 1831  | 1836  | 1841  | 1846  | 1851  |
| ----- | ----- | ----- | ----- | ----- | ----- | ----- | ----- | ----- |
| 1 596 | 1 426 | 1 637 | 1 714 | 2 020 | 2 118 | 2 203 | 2 115 | 2 067 |

| 1856  | 1861  | 1866  | 1872  | 1876  | 1881  | 1886  | 1891  | 1896  |
| ----- | ----- | ----- | ----- | ----- | ----- | ----- | ----- | ----- |
| 2 056 | 1 989 | 1 961 | 1 900 | 1 861 | 1 786 | 1 809 | 1 681 | 1 928 |

| 1901  | 1906  | 1911  | 1921  | 1926  | 1931  | 1936  | 1946  | 1954  |
| ----- | ----- | ----- | ----- | ----- | ----- | ----- | ----- | ----- |
| 1 753 | 1 560 | 1 523 | 1 312 | 1 289 | 1 171 | 1 087 | 1 123 | 1 097 |

| 1962  | 1968  | 1975 | 1982 | 1990 | 1999 | 2005 | 2006 | 2010  |
| ----- | ----- | ---- | ---- | ---- | ---- | ---- | ---- | ----- |
| 1 114 | 1 025 | 832  | 795  | 838  | 834  | 956  | 956  | 1 081 |

| 2015  | 2020  | 2022  | - | - | - | - | - | - |
| ----- | ----- | ----- | - | - | - | - | - | - |
| 1 095 | 1 047 | 1 027 | - | - | - | - | - | - |

En 2013 sur les 1 102 habitants de la commune 373 ont moins de 30 ans, 429 sont âgés de 30 à 59 ans et 299 ont 60 ans et plus.

### Logements
Il existe 628 logements dans la commune, dont 449 résidences principales, 122 résidences secondaires et 57 logements vacants. 593 sont des maisons et 33 des appartements. Les 449 occupants des résidences principales sont pour 361 propriétaires et 82 locataires.

## Économie
L'environnement du village est essentiellement rural. On y trouve des activités liées à la production et à la transformation du bois, des agriculteurs mais également des artisans : maçons, menuisiers-charpentiers, mécaniciens, serrurier, carrossier, ferrailleur et des commerces de proximité : boulangerie, boucherie-charcuterie traiteur, salon de coiffure, papeterie-journaux.

### Emploi
653 habitants de la commune ont de 15 à 64 ans, 74,1 % sont des actifs (67 %ont un emploi et 7,1 % sont chômeurs) et 25,9 % des" inactifs" (élèves et étudiants : 8,5 % ; retraités 11,2%).
Le nombre d’emplois sur le territoire communal est de 192 (205 en 2008), dont 129 sont des emplois salariés et 63 des non-salariés.

### Établissements
Il existe 127 établissements dans la commune : 28 appartiennent  au secteur de l’agriculture, 16 au secteur industriel, 16 à celui de la construction, 57 au commerce, transport et services divers, 10 à l’administration publique, à l’enseignement, à la santé, à l’action sociale.
98 établissements n’emploient aucun salarié, 28 en ont de 1 à 9 et 1 établissement a plus de 9 salariés.
Une gare a été construite en contrebas du centre du village et le transport des voyageurs est assuré avec Lyon deux fois par jour. Plus aucun train ne s'arrête dans cette gare depuis depuis décembre 2007.

### Tourisme

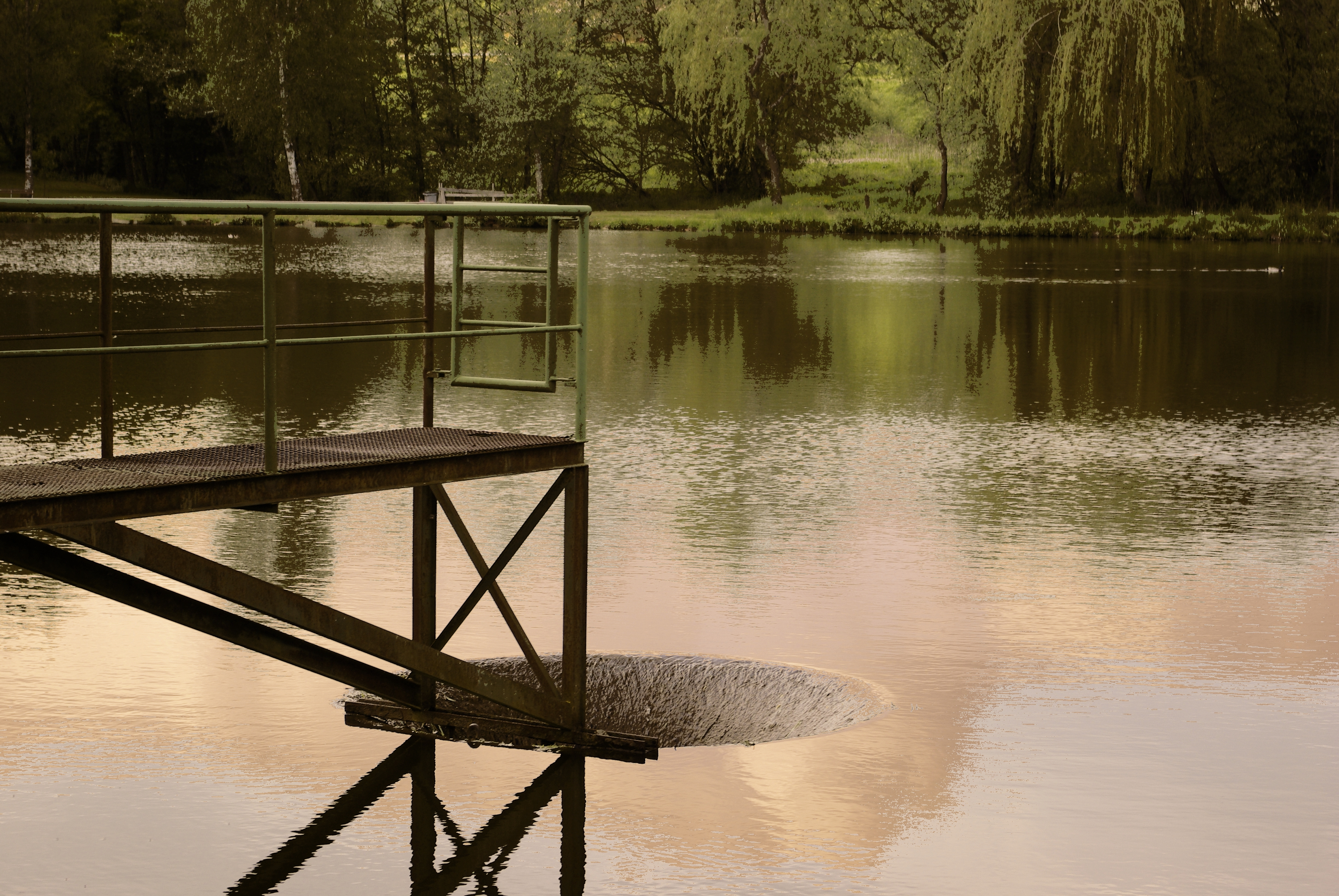
Ponton et siphon du plan d'eau de Poule-les-Écharmeaux.

Terrain de camping 2 étoiles de 4 500 m2 comptant 24 emplacements. Pêche à la truite dans l'Azergues, mais aussi pêche dans le plan d'eau qui est également un agréable lieu de détente avec ses abords fleuris, ses jeux pour les enfants, son cadre de verdure et d'arbres, apprécié pendant la saison chaude. Le GR 7 traverse Poule-les-Écharmeaux.

## Culture locale et patrimoine

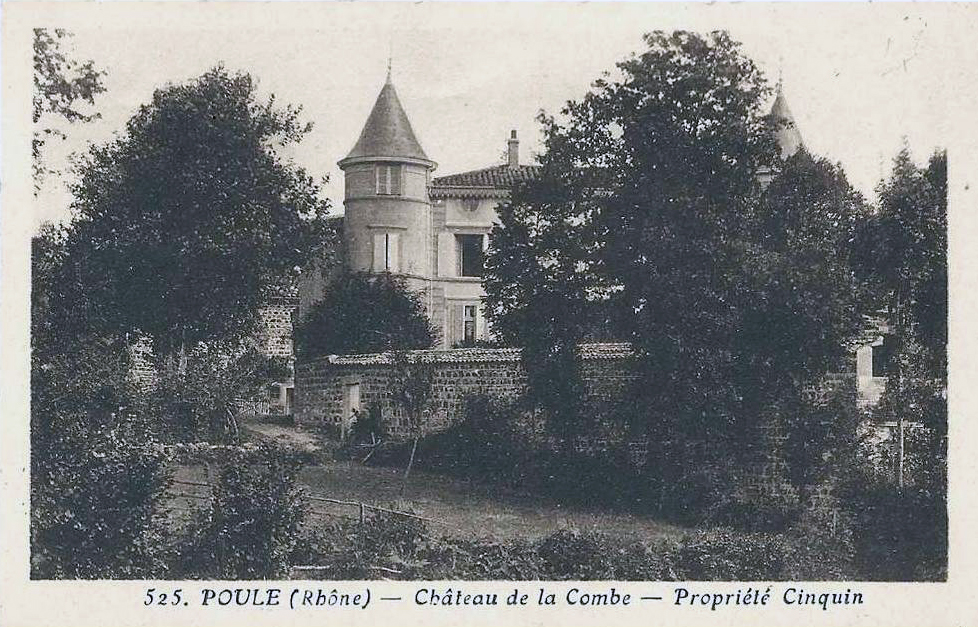

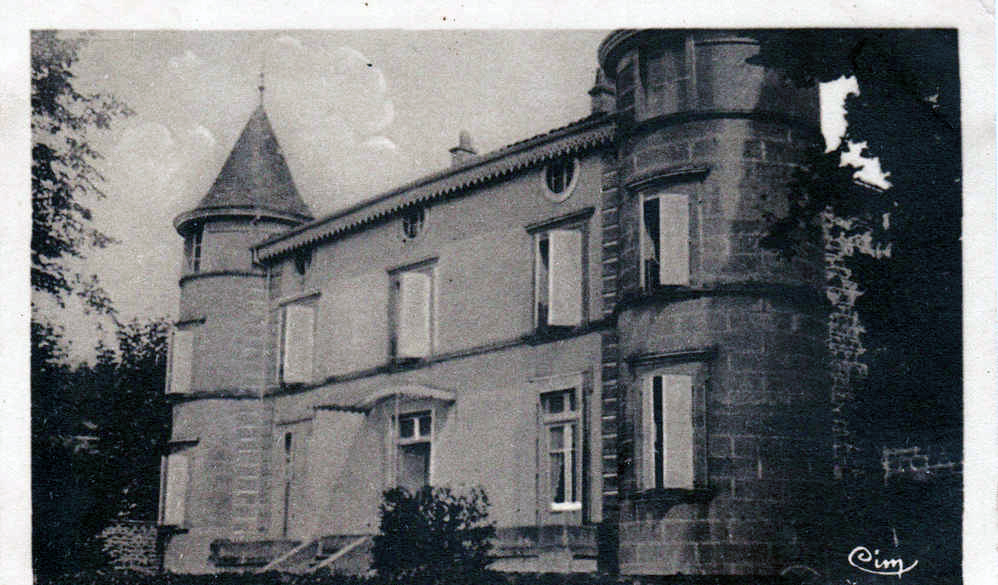

### Lieux et monuments
- Tunnel des Écharmeaux long de 4 155 m sur la ligne de Paray-le-Monial à Givors-Canal.
- Église au centre du village issue d'un ancien prieuré clunisien.
- Château de La Combe (propriété famille Cinquin).
- Château de Fougères ; reconstruit à la fin du XVIe siècle. Voir le roman de Jacques Frachon-Brossette intitulé "Antoinette de Fougères".
- Château de La Ronze ; rénové à la fin du XIXe siècle par monsieur le baron de Grovestins
- Roche d'Ajoux.
- Col des Écharmeaux.
- Zone humide[21]

### Personnalités liées à la commune
- Napoléon Bonaparte faisait beaucoup de haltes au lieu-dit Treves ; il a sa statue au col des Écharmeaux.

### Animations culturelles
La commune se trouve dans le Haut Beaujolais. Ses habitants participent chaque année à diverses festivités. Cela prend la forme de défilés de chars et de bals qui ont lieu alternativement dans chaque village de la région, sous le nom de fête des conscrits. Cette  fête des conscrits dite « fête des classes » à laquelle participent les différentes décennies donne lieu, outre au défilé de chars déjà évoqué, à une messe, un banquet.
Parmi les autres activités et fêtes : la Sainte-Barbe en l'honneur des pompiers, une randonnée pédestre annuelle, le défilé et le feu d'artifice du 14-Juillet, la kermesse, la fête de la musique et celle de la Sainte-Cécile, le concours de pêche, la brocante vide-greniers, les concours de belote des diverses sociétés.